# Jan Kwapisz (filolog klasyczny)
Jan Kwapisz (ur. 1981) – polski filolog klasyczny. 

## Życiorys
W 2000 ukończył II Liceum Ogólnokształcące im. Stefana Batorego w Warszawie. Absolwent filologii klasycznej Uniwersytetu Warszawskiego. Pracę doktorską Grecka poezja figuralna, napisaną pod kierunkiem Mikołaja Szymańskiego, obronił 26 maja 2009. Habilitacja w 2019 tamże. Od 2009 pracuje w Instytucie Filologii Klasycznej Uniwersytetu Warszawskiego. Jest zastępcą dyrektora Instytutu Filologii Klasycznej UW, redaktorem naczelnym rocznika „Meander”.